# Amata minutissima
Amata minutissima är en fjärilsart som beskrevs av Obraztsov 1966. Amata minutissima ingår i släktet Amata och familjen björnspinnare. Inga underarter finns listade i Catalogue of Life.